# Anisodes sylvia
Anisodes sylvia là một loài bướm đêm trong họ Geometridae.